# 小林栄三
小林 栄三（こばやし えいぞう、1949年1月7日 - ）は、日本の実業家。現在伊藤忠商事特別理事（2018年 - ）。

## 略歴

### 生い立ち
1949年1月7日、父・文雄、母・千秋の三男として、福井県三方上中郡若狭町（旧上中町）で生まれた。福井県知事を5期20年務めた中川平太夫は伯父（母の兄）にあたる。気丈な母から「あたふたしない」「懐を深く」という心のあり方を受け継いだ。
高校は、福井県立若狭高等学校を卒業。当時の同校は、全国でも稀な『縦割りホームルーム制』を採用しており、「学年や学科の枠を超えたクラスメートとの活発な交流」によってコミュニケーション能力が鍛えられた。「人と会って話すのが趣味」であり、「人をポジティブにとらえる人間観」や「多様な個性を束ねて目標に突き進むリーダーシップ」の基礎は高校時代に培われた。
大学は、大阪大学基礎工学部物性物理工学科を卒業。高校～大学時代、人あたりがよく、『来る者拒まず』であったので、家や下宿には、毎日のように友人・知人が集い、議論が交わされた。そして人間関係を何より大切にする『人間力学』を学んだ。

### 伊藤忠入社、その後
1972年、「理系出身ながらモノより人に興味」があり、商社を選んで、伊藤忠商事入社。
電子機器部電子機器第二課を振りだしにエレクトロニクス、情報産業、IT、インターネット事業創生記に活躍。1976年から1980年まで香港支店勤務のあと、1982年には伊藤忠エレクトロニクス(株)に出向。1986年から1994年までロサンゼルスに駐在。帰国後は情報産業・メカトロシステム部でコンピュータ・情報機器の販売に従事、1999年から2002年にかけて情報部門長を務めた。
明確な指示、強力なリーダーシップで部門内をまとめ、インターネットの普及にともない世の中でeビジネスへの関心が高まるや、全社横断的組織「ネットの森」の“番人”として、各カンパニーにおけるネットビジネスのスピーディーな立ち上げを支援する陣頭指揮に自らあたった。
1999年、子会社・伊藤忠テクノサイエンス（CTC）（現在の伊藤忠テクノソリューションズ(株)）の上場で中心的な役割を果たした。折しも不良資産の一括償却などで約4000億円の特別損失を計上し、伊藤忠商事が財政面でどん底だった時期に、CTCは2000年3月期だけでも連結で1606億円の株式売却益をグループにもたらした。
2000年執行役員、2002年常務執行役員に就任。2002年には経営企画・財務・経理・審査担当役員補佐（経営経理担当）(兼)チーフ インフォメーション オフィサー(兼) SI・リテール室長(兼)ネットの森番人。2003年には経営企画・事業・総務・法務担当役員(兼) チーフ インフォメーション オフィサーとして全社の経営企画に携わってきた。同年6月、常務取締役。2004年4月から専務取締役を務め、同年6月、取締役社長に就任。2010年4月、会長に就任。
2022年、旭日重光章受章。

## 主張
- 愛情は大切です。僕はいつも愛情の反対語は無関心だと言っています。無視こそがコミュニケーションの最大の敵です。いかなるときも関心をもって人に接していくことが大事です。[5]
- 社員にはいつも夢を持てと言っています。まず、それがなければダメです。そして、次に夢をビジョンに落とせ、そのビジョンを戦略に落とせ、戦略を戦術に落として実践しろと言っています。[6]
- 商社の強みは、世界と日本、或いは企業と企業を「つなぐ」力にあります。商社ビジネスは、ある意味で「川の流れをつくること」です。川上に供給があり、川下に需要があり、川中に物流や金融があって、商社にはそれらをつなぐ力がある。[7]
- 人口が減る中で、どうやって地方を活性化させるのか。これまでの取り組みは「点」で捉えることが多かった。自分の町や村のことだけを考えがちだが、それだと活性化にはなかなかつながらない。今後は広域で捉える「面」の発想が必要だ。例えば観光。私の出身地の福井県には東尋坊や恐竜博物館があるが、1度行くと次はなかなか足を運んでもらえないのが実情だ。京都が観光地として強いのは、寺社が集積して面になっているからだ[8]。

## 社会的活動
- 日本・トルコ協会副会長 … 2010年7月～
- 経団連審議員会副議長 … 2011年5月～2015年6月　（2012年3月までは評議員会副議長。2012年3月に経団連が一般社団法人へ移行した際、名称が評議員会から審議員会へ変更）
- 経済同友会副代表幹事 … 2012年4月～2016年4月[9]
- 行政改革推進会議有識者メンバー … 2013年2月～[10]
- 福井県「考福塾」塾長 … 2013年4月～　（福井県内の企業が主催し大学等も協力する、次代を担う若手起業家の育成を目的とした「考福塾」のリーダー）
- 福井県立若狭高等学校同窓会「関東青戸会」会長 … 2014年10月～
- 日本貿易会会長 … 2015年5月～[11]
- 日本銀行参与 … 2015年6月～[12]。
- 日本中央競馬会経営委員会委員 … 2015年9月～[13]。
- 日本食品海外プロモーションセンター(JFOODO)センター長 … 2017年4月～[14]。
- 全国法人会総連合会長… 2017年8月～[15]